# Ткачук Василь Григорович
Васи́ль Григо́рович Ткачу́к (нар. 23 лютого 1949 р.; с. Лісоводи, Городоцький район, Хмельницька обл., Україна) – громадський діяч, Заслужений економіст України , Державний службовець І рангу , перший заступник керівника апарату – керуючий справами Верховної Ради України (1999 – 2000), перший заступник керівника Державного управління справами (2000 – 2004), заступник голови Державної податкової адміністрації України (2008 – 2011).

## Життєпис
Василь Ткачук народився в родині колгоспників, українець, освіта вища – інженер-механік, закінчив Львівський політехнічний інститут (1971), Вищу партійну школу при ЦК КПРС (1976).
1971 – 1973 Майстер, заступник секретаря комітету комсомолу Хмельницького радіотехнічного заводу, інструктор Хмельницького обласного комітету ЛКСМУ
1973 – 1975 Перший секретар Хмельницького райкому ЛКСМУ
1975 – 1978 Секретар Хмельницького обласного комітету ЛКСМУ, другий серетар Хмельницького обласного комітету ЛКСМУ
1978 – 1983 Перший секретар Хмельницького обласного комітету ЛКСМУ
1983 – 1986 Завідуючий відділом Хмельницького обласного комітету КП України
1986 – 1989 Інспектор Центрального комітету КП України, завідуючий сектором радянських та громадських організацій ЦК КП України
1989 – 1991 Заступник завідуючого відділом ЦК КП України
Обирався депутатом обласної ради народних депутатів кількох скликань, членом бюро обласного комітету КП України, членом ревізійної комісії ВЛКСМ.
1991 – 1993 Начальник управління Державної інспекції України з контролю за цінами при Кабінеті міністрів України
1993 – 1999 Заступник голови правління комерційного банку «Брокбізнесбанк» – керуючий справами банку
1999 – 2000 Перший заступник керівника апарату – керуючий справами Верховної Ради України
2000 – 2004 Заступник, перший заступник керівника Державного управління справами
2005 – 2007 Заступник голови спостережної ради акціонерного банку
2008 – 2011 Заступник голови Державної податкової адміністрації України
2011 – 2014 Радник у Верховній Раді України

## Родина та особисте життя
Батько: Ткачук Григорій Іванович – український, радянський діяч, новатор сільськогосподарського виробництва, голова колгоспу «Україна» на Хмельниччині, двічі Герой Соціалістичної праці, депутат Верховної Ради СРСР семи скликань (1958 – 1989), нагороджений шістьма орденами Леніна, помер у 1989 р.
Мати: Віра Василівна – колгоспниця, працювала у сільській лікарні, померла у 2018 р.
Дружина: Людмила Павлівна – на пенсії
Донька: Марина – підприємиця
Онук: Олександр Черниш – громадський діяч, підприємець, Верховний Отаман Козацької гвардії України
Онука: Марія Черниш – студентка

## Нагороди
- Орден «За заслуги» ІІ ступеня [3] за вагомий внесок у справі консолідації українського суспільства, розбудову демократичної, соціально-правової держави та з нагоди Дня соборності України
- Орден «За заслуги» ІІІ ступеня [4] за значний особистий внесок у державне будівництво, багаторічну сумлінну працю та високий професіоналізм
- Почесна грамота Верховної Ради України
- Почесна грамота Кабінету Міністрів України
- Орден «Знак Пошани»
- Почесна грамота Президії Верховної Ради УРСР
- Почесний знак ЦК ВЛКСМ
- відомчі нагороди Державної податкової адміністрації України, Державного комітету фінансового моніторингу України, Міністерства внутрішніх справ України, Служби безпеки України, Державної митної служби України та інших центральних органів влади

## Ранги
- Державний службовець І рангу

## Звання
- Заслужений економіст України
- Державний радник податкової служби України ІІ рангу [5]
- Військове звання полковник